# Стрельченко, Станислав Валерьевич
Станисла́в Вале́рьевич Стре́льченко (6 августа 1983, Мозырь) — белорусский гребец-байдарочник, выступал за сборную Белоруссии в середине 2000-х — начале 2010-х годов. Серебряный призёр чемпионатов Европы и мира, многократный победитель республиканских и молодёжных регат. На соревнованиях представлял Гомельскую область, мастер спорта международного класса.

## Биография
Станислав Стрельченко родился 6 августа 1983 года в городе Мозырь, Гомельская область. Активно заниматься греблей на байдарке начал в раннем детстве, проходил подготовку в мозырской специализированной детско-юношеской школе олимпийского резерва № 2 и в гомельской областной школе высшего спортивного мастерства, в разное время тренировался у таких специалистов как М. К. Аземша и В. В. Шантарович. Состоял в спортивном клубе Федерации профсоюзов Беларуси, а также в Республиканском центре физического воспитания и спорта учащихся и студентов.
По юниорам уже с 2005 года стал попадать в число призёров различных международных регат, так, на молодёжном чемпионате Европы в болгарском Пловдиве взял бронзу в полукилометровой программе байдарок-четвёрок. Год спустя на соревнованиях в Афинах добыл сразу три медали: серебряную в одиночках на пятистах метрах, золотые в четвёрках на пятистах и тысяче метров. Одновременно с этим пришли и первые победы на этапах Кубка мира.
На взрослом международном уровне впервые заявил о себе в сезоне 2007 года, когда попал в основной состав белорусской национальной сборной и благодаря череде удачных выступлений удостоился права защищать честь страны на чемпионате Европы в испанском городе Понтеведра. Вместе с экипажем, куда также вошли гребцы Денис Жигадло, Сергей Финдюкевич и Руслан Бичан, занял на дистанции 500 метров второе место, уступив лишь сборной Словакии, и завоевал тем самым серебряную медаль. Позже в той же дисциплине с той же командой выступил на первенстве мира в немецком Дуйсбурге, где снова уступил словацкой команде и пришёл к финишу вторым, получив серебряную награду.
Впоследствии Стрельченко состоял в сборной Белоруссии ещё в течение нескольких лет, продолжал участвовать в крупнейших международных регатах, однако больших достижений уже не добился. В 2012 году на этапе Кубка мира в польской Познани в байдарке-двойке вместе с олимпийским чемпионом Артуром Литвинчуком он занял лишь девятнадцатое место, после чего принял решение завершить карьеру профессионального спортсмена.
Имеет высшее образование, окончил Мозырский государственный педагогический университет имени И. П. Шамякина, где обучался на факультете физической культуры. За выдающиеся спортивные достижения удостоен звания мастера спорта международного класса.